# Раваев, Йекутиэль
Йекутиэ́ль Рава́ев — (ивр. יקותיאל רבאייב‎; 1881, Дербент, Дагестанская область, Российская империя — апрель 1916, Петах-Тиква, Палестина) — член еврейской военизированной организации «Ха-Шомер», иммигрировавший в Палестину во времена Османской империи.

## Биография
Йекутиэль Раваев родился в 1881 году в Дербенте в семье Аббы и Тамар Раваевых, горских евреев.
В возрасте 20 лет он женился на своей первой жене и начал планировать иммиграцию в Палестину. Когда в 1910 году умерла его жена, он покинул Кавказ и отправился в путешествие с тремя детьми. Его младший сын умер во время путешествия.
Раваев прибыл в Палестину с дочерью и сыном и поселился в Беэр-Яакове, после чего присоединился к еврейской военизированной организации «Ха-Шомер» и некоторое время участвовал в деятельности организации в Ришон-ле-Ционе. Через несколько месяцев семья переехала в Петах-Тикву, где умер его второй сын. Раваев женился во второй раз, в новом браке родилась ещё одна дочь.
В апреле 1916 года он погиб, защищая своё поселение от арабов.
Похоронен на кладбище Петах-Тиквы.
Его внук (сын дочери): Йекутиэль Адам (1927—1982) — названный в его честь, генерал-майор Армии обороны Израиля, павший в ходе Первой ливанской войны.